# Avan, Aragatsotn
Avan là một đô thị thuộc tỉnh Aragatsotn, Armenia. Dân số ước tính năm 2011 là 973 người.